# Dolomedes elegans
Dolomedes elegans là một loài nhện trong họ Pisauridae.
Loài này thuộc chi Dolomedes. Dolomedes elegans được Władysław Taczanowski miêu tả năm 1874.